# Самойлов, Павел Васильевич
Па́вел Васи́льевич Само́йлов (11 [23] июля 1866, Санкт-Петербург — 16 апреля 1931, Ленинград) — русский актёр. Заслуженный артист Республики (1923).

## Биография
Принадлежал к знаменитой актёрской семье Самойловых. Сын Василия Васильевича Самойлова (от брака с М. А. Бибиковой, по сцене Споровой).

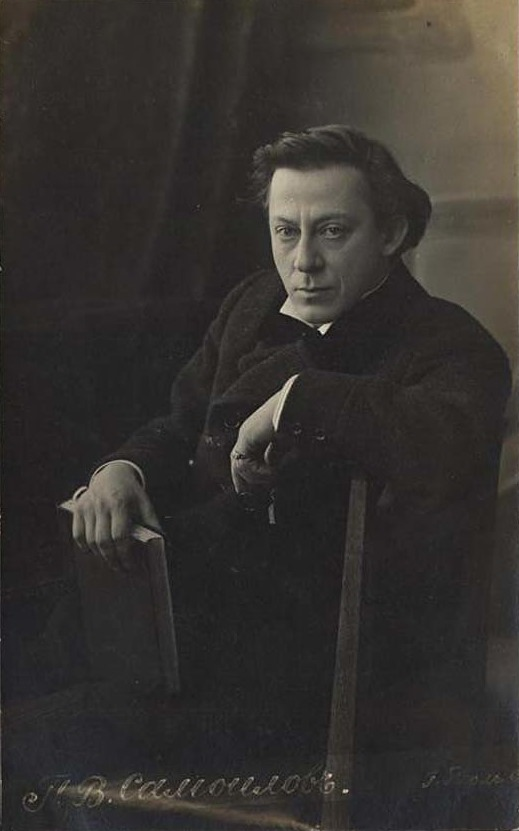
Самойлов П.В., 1900-е гг.

На сцене с 1888 года (дебютировал в Петербурге под фамилией Споров): антрепризы М. М. Бородая, А. Н. Дюковой; театры в Казани, Киеве, Харькове, Ростове-на-Дону, Москве (1891—1893, Театр Корша). В 1904-05 годах в Театре В. Ф. Комиссаржевской (Петербург). В 1900-04 и 1920-24 годах — в труппе Александринского театра (Ленинградский театр драмы им. А. С. Пушкина).
Играл роли: Гамлет, Хлестаков (Ревизор Н. В. Гоголя), Карандышев (Бесприданница А. Н. Островского), Жадов («Доходное место» А. Н. Островского), Фердинанд (Коварство и любовь Ф. Шиллера), Незнамов (Без вины виноватые А. Н. Островского), Чацкий (Горе от ума А. С. Грибоедова), Сторицин («Профессор Сторицын» Л. Н. Андреева), Тот («Тот, кто получает пощёчины» Л. Н. Андреева), Арбенин (Маскарад М. Ю. Лермонтова), Уриэль Акоста («Уриэль Акоста» К. Ф. Гуцкова), Освальд («Привидения» Генрика Ибсена), Астров (Дядя Ваня А. П. Чехова), Штарк («Канцлер и слесарь» А. В. Луначарского; 1923).
Умер 16 апреля 1931 года в Ленинграде. Был похоронен на Новодевичьем кладбище, в 1936 году перезахоронен (с перенесением памятника) в семейной могиле  с отцом и его первой женой, балериной С. И. Самойловой на Тихвинском кладбище (Некрополь мастеров искусств) Свято-Троицкой Александро-Невской лавры.

## Семья
- Жена — Варвара Алексеевна Лепёшкина. 
  - Дочь — Нина Павловна Самойлова, была замужем за инженером-мостостроителем Валентином Савельевичем Ляссом (1895—1960), сыном видного саратовского психиатра и организатора здравоохранения Савелия (Саула) Абрамовича Лясса (Шевель Абрамович Ляс; 1871—1917), выпускника медицинского факультета Харьковского университета. 
    - Внучка — Наталья Валентиновна Лясс, советский правовед, доцент кафедры уголовного права ЛГУ, была замужем за Ефимом Моисеевичем Брусовани.

## Награды и премии
- заслуженный артист Республики (1923).

## Работы в театре
- «Ревизор» Гоголя — Хлестаков

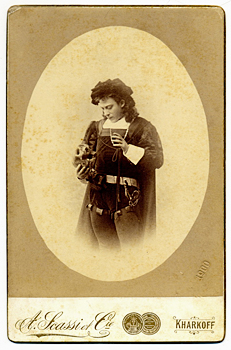
П. В. Самойлов в роли Гамлета (1900).

- «Бесприданница» А. Н. Островского — Карандышев
- «Доходное место» А. Н. Островского — Жадов
- «Коварство и любовь» Ф. Шиллера — Фердинанд
- «Без вины виноватые» А. Н. Островского — Незнамов
- «Горе от ума» А. С. Грибоедова — Чацкий
- «Профессор Сторицын» Л. Н. Андреева — Сторицин
- «Тот, кто получает пощёчины» Л. Н. Андреева — Тот
- «Маскарад» М. Ю. Лермонтова — Арбенин
- «Уриэль Акоста» К. Ф. Гуцкова — Уриэль Акоста
- «Привидения» Генрика Ибсена — Освальд
- «Дядя Ваня» А. П. Чехова — Астров
- «Канцлер и слесарь» А. В. Луначарского — Штарк
- «Иванов» А. П. Чехова — Львов
- «Чайка» А. П. Чехова — Треплев
- «Анфиса» Л. Н. Андреева — Костомаров
- «Дни нашей жизни» Л. Н. Андреева — Глуховцев
- «Живой труп» Л. Н. Толстого — Протасов
- «Гамлет» У. Шекспира — Гамлет
- «Рюи Блаз» В. Гюго — Рюи Блаз

## Фильмография
1. 1925 — Степан Халтурин
2. 1927 — Кастусь Калиновский — юродивый